# جان بورت (ورزشکار)
جان بورت (انگلیسی: John Burt; ۱۵ آوریل ۱۸۷۷ – ۲۹ آوریل ۱۹۳۵) بازیکن هاکی روی چمن اهل بریتانیا بود.
جان بورت یک بازیکن هاکی روی چمن اهل بریتانیا بود که در بازی‌های المپیک تابستانی ۱۹۰۸ لندن به مدال برنز دست یافت. او در پست مهاجم بازی می‌کرد و در سه مسابقه از چهار مسابقه تیم بریتانیا در این مسابقات به میدان رفت. بورت در یکی از این مسابقات، گلی نیز به ثمر رساند.
تیم بریتانیا در مرحله اول این مسابقات به مصاف تیم ملی هاکی روی چمن آلمان رفت و با نتیجه ۱۰ بر صفر به پیروزی رسید. در مرحله نیمه نهایی، این تیم مقابل تیم ملی هاکی روی چمن ایرلند شکست خورد و از صعود به فینال بازماند. در دیدار رده‌بندی، تیم بریتانیا با نتیجه ۸ بر یک از تیم ملی هاکی روی چمن فرانسه عبور کرد و به مدال برنز دست یافت.

اطلاعات زیادی در مورد زندگی شخصی و حرفه‌ای جان بورت در دسترس نیست، اما می‌توان گفت که او یکی از اعضای مهم تیم ملی هاکی روی چمن بریتانیا در المپیک ۱۹۰۸ بود و در کسب مدال برنز این مسابقات نقش داشت.
- مشارکت‌کنندگان ویکی‌پدیا. «John Burt (field hockey)». در دانشنامهٔ ویکی‌پدیای انگلیسی، بازبینی‌شده در ۲۰ ژانویه ۲۰۲۲.